# Port St. Joe
Port St. Joe är administrativ huvudort i Gulf County i den amerikanska delstaten Florida. På 1830-talet grundades en ort som hette St. Joseph vid St. Joseph Bay. Tack vare järnvägen och hamnen växte invånarantalet till 12 000. Orten övergavs av de flesta av de överlevande invånarna efter att ha blivit drabbad av gula febern år 1841. De få som blev kvar drabbades av en tropisk orkan år 1844. Omkring 1910 togs järnvägen i bruk på nytt och Port St. Joe i dess nya tappning blev så småningom till, med ett nytt namn. Det som finns kvar av orten som existerade på 1800-talet kallas Old St. Joseph. Runt 1840 var St. Joseph Floridaterritoriets största stad.

## Kända personer från Port St. Joe
- Greg Lewis, utövare av amerikansk fotboll